# Convenção Esquivel-Holguín
O Tratado Esquivel-Holguín foi um acordo assinado na cidade de Bogotá em 4 de novembro de 1896 entre os Ministros Plenipotenciários Ascensión Esquivel e Jorge Holguín, representantes das Repúblicas da Costa Rica e da Colômbia respectivamente, através do qual ambos os países aceitaram o presidente francês como árbitro em suas diferenças fronteiriças. Ambos os países entregaram as suas respectivas alegações e documentação que apoiava as suas reivindicações correspondentes em 1897 ao Ministro dos Negócios Estrangeiros da França, Gabriel Hanotaux.
Como o governo da Colômbia considerava caducadas as convenções de arbitragem de 1880 e 1886, o governo da Costa Rica enviou a Ascensión Esquivel instruções precisas para mantê-las válidas e, caso uma nova fosse negociada, propor aos presidentes da Argentina, dos Estados Unidos, da França, do México ou do Chile. Esquivel apresentou-se em Bogotá em 10 de agosto de 1896 e conseguiu iniciar negociações em 26 de setembro com o chanceler Jorge Holguín, que aceitou que as convenções anteriores eram válidas, mas que o árbitro deveria ser o presidente da França, do México ou da Suíça. Finalmente, em 4 de novembro do mesmo ano, assinaram a nova convenção, que revalidou as de 1880 e 1886, e nomearam o presidente francês como árbitro.
O resultado direto deste tratado será o Laudo Loubet de 1900.